# Glaukoma
Glaukoma es un grupo de música de Euskal Herria en cuyos temas confluyen diversos ritmos, melodías y géneros, con mayor presencia del reggae y el rap. Sus cinco miembros, provenientes de Tolosa, San Sebastián e Irún son bilingües y cantan tanto en euskera como en español.

## Historia
El grupo estuvo afincado en el Gaztetxe Bonberenea (Tolosa) desde sus inicios y es la casa donde han grabado, junto con Karlos Osinaga, todos sus trabajos hasta el 2017. De acuerdo con su filosofía de autogestión, no ganan dinero con la música, siendo esta una forma de militancia, por lo que cada miembro tiene su propio trabajo fuera de la banda. El grupo, junto a la mayoría de militantes activos del colectivo en ese momento, dejó de formar parte de Bonberenea en otoño de 2017 por no estar de acuerdo con la organización interna y la falta de democracia.
Después de dos años encima de los escenarios y habiendo colaborado en el recopilatorio "Sputnik 11", publican su primer trabajo en marzo de 2012, titulado Vol. 1. En formato CD/LP, los principales géneros musicales de los 7 temas son el reggae y el rap, mezclados con el roots, dancehall y raggamuffin.
En 2013, publican su segundo disco, Vol. 2. Incluyen en su repertorio ritmos como el Drum&Bass, sonidos de pedales, distorsiones y delays.
Glaukoma pasa un año de gira, en 2014, dando más de sesenta conciertos. En 2015, participan con el grupo Bad Sound System en un proyecto titulado "Sua Zaintzen". Ese mismo año, ofrecen una gira colaborativa de siete conciertos. Glaukoma comienza a probar nuevos ritmos y texturas y entre 2015 y 2016, además del proyecto con Bad Sound System, trabajan en su tercer disco.
En julio de 2017, Glaukoma participa en el festival de música Hatortxu Rock, en el pueblo de Lacunza, donde presentan el tema "Emaionk", incluido en el álbum de Bonberenea de ese mismo año. 
Un mes después, el 31 de agosto, publican el disco de Kalima, compuesto por 13 canciones y un interludio, duplicando los temas de sus anteriores discos, respectivamente.
Desde la publicación de Kalima, Glaukoma comienza una gira que recorre ciudades y pueblos como Bilbao, Pamplona, Madrid, Zaragoza o Salamanca y en varios festivales como el Hatortxu Rock en Villava, el Revenidas en Villajuán de Arosa o el EH Sona en Barcelona.

## Miembros
- Juantxo Arakama, voz
- Iker Pando, guitarra y voz
- Jokin Albisua, guitarra
- Asier Arandia, bajo
- Pablo Rubio, batería

Julen, Luis, Josetxo y Haritz son también parte del equipo y participan en las decisiones ajenas a la creación musical.

## Estilo e influencias
No se consideran gangstas ni rastas, y rechazan los clichés y estereotipos que se encuentran en ciertos estilos musicales.
El tercer trabajo de Glaukoma, Kalima, presenta temas que mezclan el rap con el reggae, el raggamuffin, el dancehall o el pop. También incluye un fado, "D.Q.E.M", aunque no tenga la forma de este tipo de canto, lo consideran como tal por la forma de expresar las emociones.
Sus raíces pueden encontrarse en canciones que comparan el estilo dancehall y la trikitixa y en temas como "Recreation" que muestra las diversas influencias musicales del grupo.
El grupo considera a Bad Sound System como referentes, también en la manera de entender la música. Aunque Glaukoma sea una banda, se siente cercana a la cultura de los sound system.
El vocalista y letrista, Juantxo Arakama, escribe sus propias canciones. En temas como "Recreation" del disco Kalima o en "Al Beat de Hits" de Vol. 2, algunas líneas están escritas y cantadas por el guitarrista Iker Pando. 
Aunque componen todos juntos, como una banda de rock, el hip hop y el reggae siempre han sido sus pilares y entre los dos se encuentra el estilo que más los representa: el raggamuffin.

## Línea ideológica
En sus letras tratan temas controvertidos, como la Transición española y critican aspectos de la industria musical.

## Discografía
| Año  | Disco        |
| ---- | ------------ |
| 2012 | Vol. 1       |
| 2013 | Vol. 2       |
| 2015 | Sua Zaintzen |
| 2017 | Kalima       |